# Шененберг (Баден-Вюртемберг)
Шененберг (нім. Schönenberg) — громада в Німеччині, знаходиться в землі Баден-Вюртемберг. Підпорядковується адміністративному округу Фрайбург. Входить до складу району Леррах.
Площа — 7,43 км2. Населення становить 343 ос. (станом на 31 грудня 2020).